# Oltre Mombasa
Oltre Mombasa (Beyond Mombasa) è un film del 1956 diretto da George Marshall in Technicolor.

## Trama
Matt Campbell arriva in Kenya quando il fratello è dato per disperso. Un tale di nome Ralph Hoyt gli dice che George è stato ucciso dai membri della setta degli Uomini Leopardo. Matt viene presentato alla nipote di Hoyt, Ann Wilson, un'antropologa, che è perplessa sulla riluttanza di Matt a recarsi a Mombasa per il funerale del fratello.
Matt incontra anche il cacciatore di caccia grossa Gil Rossi, che aveva aiutato George a trovare una buona miniera di uranio. Hoyt sostiene che la miniera non esiste.
La salma di George è stata cremata ma egli aveva trovato una mappa. Viene formata una spedizione, guidata da Ketimi e altri membri di una tribù locale, per andare oltre Mombasa. Un'esperienza condivisa durante una carica di ippopotami avvicina Matt e Ann, mentre Gil viene quasi ucciso da un coccodrillo prima che Hastings l'uccida con una fucilata.
Uomini di una tribù vestiti da leopardo attaccano Hastings quella notte, mentre Ketimi viene ucciso da una freccia avvelenata. Avvistato il pozzo della miniera, Elliot, Matt e Ann vi discendono. Ann scopre con orrore che Hoyt, suo zio, ha ucciso Gil con un colpo di rivoltella. Hoyt confessa di aver ucciso Ketimi e di aver pagato alcuni nativi affinché si travestissero da mitici uomini-leopardo.
Matt e Ann stanno per diventare le prossime vittime, ma i compagni di tribù di Ketimi ricompaiono e compiono la loro vendetta.

## Colonna sonora
Il motivo conduttore del film, dal titolo omonimo, è un brano per tromba solista, portato al successo da Eddie Calvert.